# Love You Live
Albums de The Rolling Stones
Black and Blue
(1976) Some Girls
(1978)
Love You Live est le troisième album live des Rolling Stones, sorti en 1977 et retraçant les concerts américains et européens pendant la tournée suivant la parution de Black and Blue. C'est la première tournée du groupe avec Ronnie Wood comme membre officiel.

## Titres
Toutes les chansons sont de Mick Jagger et Keith Richards, sauf indication contraire.
1. Intro: Excerpt From 'Fanfare for the Common Man' (Aaron Copland) – 1:24
2. Honky Tonk Women – 3:19
3. If You Can't Rock Me / Get Off of My Cloud – 5:00
4. Happy – 2:55
5. Hot Stuff – 4:35
6. Star Star – 4:10
7. Tumbling Dice – 4:00
8. Fingerprint File – 5:17
9. You Gotta Move (Fred McDowell, Reverend Gary Davis) – 4:19
10. You Can't Always Get What You Want – 7:42
11. Mannish Boy (Ellas McDaniel, McKinley Morganfield, Mel London) – 6:28
12. Crackin' Up (Ellas McDaniel) – 5:40
13. Little Red Rooster (Willie Dixon) – 4:39
14. Around and Around (Chuck Berry) – 4:09
15. It's Only Rock 'n Roll (But I Like It) – 4:31
16. Brown Sugar – 3:11
17. Jumpin' Jack Flash – 4:03
18. Sympathy for the Devil – 7:51

## Musiciens

### The Rolling Stones
- Mick Jagger : chant, harmonica, guitare sur Mannish Boy et Little Red Rooster
- Keith Richards : guitare, chant sur Happy, chœurs
- Ronnie Wood : guitare, basse sur Fingerprint File, chœurs
- Bill Wyman : basse sauf sur Fingerprint File, synthétiseur sur Fingerprint File
- Charlie Watts : batterie

### Musiciens supplémentaires
- Ollie Brown : percussions, chœurs
- Billy Preston : piano, orgue, clavinet, chœurs
- Ian Stewart : piano, orgue

### Équipe technique
- Ingénieurs du son – Keith Harwood, Ron Nevison, Eddie Kramer
- Ingénieurs remix – Dave Jordan, Jimmy Douglass and Eddie Kramer
- Assitants ingénieurs – Tom Heid, Randy Mason, Mick McKenna, and Bobby Warner
- Pochette – Andy Warhol